# Urnisiella
Urnisiella is een geslacht van rechtvleugeligen uit de familie veldsprinkhanen (Acrididae). De wetenschappelijke naam van dit geslacht is voor het eerst geldig gepubliceerd in 1930 door Sjöstedt.

## Soorten
Het geslacht Urnisiella  is monotypisch en omvat slechts de volgende soort:
- Urnisiella rubropunctata (Sjöstedt, 1930)